# Surf en los Juegos Suramericanos de Playa de 2014
El surf en los Juegos Suramericanos de La Guaira 2014 estuvo compuesto con tres torneos, uno masculino, femenino y mixtos que se disputó en la playa Los Caracas en la parroquia de Naiguatá entre el 24 de mayo de 2014.

## Medallero
| Núm.  | País      | Oro | Plata | Bronce | Total |
| ----- | --------- | --- | ----- | ------ | ----- |
| 1     | Perú      | 4   | 0     | 2      | 6     |
| 2     | Venezuela | 1   | 3     | 1      | 5     |
| 3     | Argentina | 0   | 2     | 0      | 2     |
| 4     | Ecuador   | 0   | 0     | 2      | 2     |
| Total | Total     | 5   | 5     | 5      | 15    |

## Resultados

### Eventos masculinos
| Evento                 | Oro                   | Plata                    | Bronce                |
| ---------------------- | --------------------- | ------------------------ | --------------------- |
| Bodyboard (24 de mayo) | Sergio Alonso 17,00   | Edwin Aldana 12,20       | Jorge Maldonado 10,47 |
| Longboard (24 de mayo) | Benoit Clemente 16,67 | Daniel Gil 13,97         | Juan Corzo 11,07      |
| Open (24 de mayo)      | Miguel Tudela 13,50   | Francisco Bellorín 13,26 | Rafael Pereira 12,23  |

### Evento femenino
| Evento            | Oro                 | Plata                   | Bronce           |
| ----------------- | ------------------- | ----------------------- | ---------------- |
| Open (24 de mayo) | Miluska Tello 13,50 | Ornelia Belisario 11,07 | Analí Gómez 9,74 |

### Evento Mixtos
| Evento                 | Oro  | Plata     | Bronce  |
| ---------------------- | ---- | --------- | ------- |
| Aloha Cup (24 de mayo) | Perú | Venezuela | Ecuador |